# 九巴龍運智能手機應用程式
九巴龍運智能手機應用程式(英語：KMB & LW Smartphone App)，是一個2011年發佈的流動應用程式，由九龍巴士(一九三三) 有限公司，流動軟件科技 (香港)有限公司，Move Hub Limited 及 ZF Openmatics 等公司合作開發。

## 版本歷史

### 《minibus巴士路線搜尋器》
- 2005年，九巴龍運智能手機應用程式的前身《minibus巴士路線搜尋器》由來自香港資訊科技業界的新創企業——流動軟件科技（香港）有限公司（Mobilesoft Technology (HK) Ltd）研發。

- 《minibus巴士路線搜尋器》與香港小型巴士(Minibus/Mini Bus) 的路線資料並無任何相關性

- 《minibus巴士路線搜尋器》是一個於支援Java ME MIDP 2.0/CDLC 1.1 技術的手機及个人数码助理PDA 平台運行的應用程式。

- 應用程式向用戶提供九龍巴士、城巴及新世界第一巴士[註 1]官方網站的路線文字資料[5]，透過光碟燒錄技術在香港電腦商場販售的專業商業軟體[6]。

- 應用程式整合義賣公益金善款捐贈用途的路線文字資料「九巴版圖2005」，是香港首個商品化開放資料或免費物品的載體。

- 應用程式特別因應香港高樓大廈密集，針對流動網絡基站A-GPS訊號覆蓋範圍不足，屏除地理信息系統或電子地圖等阻礙閱讀的功能。

- 應用程式保障及保護用戶隱私等問題，屏除燈柱位置或「定位服務」的功能。

- 應用程式特別因應香港流動通訊覆蓋率和針對GPRS網絡頻寬及速度限制等問題，屏除九龍巴士、城巴及新世界第一巴士官方網站獲得一級來源的資料更新功能。

- 應用程式以簡約主義作為用戶介面的設計語言[註 2]。

- 應用程式針對不同手機及个人数码助理PDA作業系統，不同字體的選擇、字距和行距、行的長度、文字顏色和型顏色等相容性問題，以純文字顯示，提高可讀性[註 3]，方便長者及有需要人士閱讀[註 4]。

- 應用程式針對不同手機及个人数码助理PDA作業系統的電池效能最佳化，屏除多餘的計算資源和功能以延長電池壽命。

- 應用程式為響應環保及達成碳中和，屏除從巴士公司官方網站獲得一級來源的資料更新功能[註 5]。

- 專為用戶於辦公時間內提供應用程式有關安裝《minibus巴士路線搜尋器》的技術支援及客户服务代表查詢服務。

### 《minibus Hong Kong 香港巴士路線搜尋器 3.0》
- 2008年7月，《minibus Hong Kong 香港巴士路線搜尋器 3.0》於蘋果公司App Store應用程式商店發佈，是香港首個iPhone應用程式。

### 《3HK Mini Bus》
- 2009年3月，3香港及流動軟件科技（香港）有限公司合作開發《3HK Mini Bus》[8][9]，是一個於智能手機iPhone運行的軟件即服務(Software as a service, SaaS)，用戶需每月向電訊公司邀交月費，該服務提供路線資料，點對點路線搜尋功能。《3HK Mini Bus》成為同類型公共交通服務中，全球唯一的電訊增值服務及商業模式[註 6]，獲多個國際性科技媒體如winandmac.com 及《癮科技》（Engadget）廣泛報道。

### 《Minibus 巴士路線搜尋器增強版 2.5》
- 2009年7月，《Minibus 巴士路線搜尋器增強版 2.5》於Nokia應用程式商店Ovi Store發佈。

### 《Minibus 3.2 GPS Hong Kong》
- 2009年10月，《Minibus 3.2 GPS Hong Kong》於蘋果公司App Store應用程式商店發佈，該應用程式首次連結iPhone內置的全球定位系統功能，是全球首個軟件品牌名稱包含GPS字眼的應用程式。

### 《九巴龍運智能手機應用程式》
- 2011年3月，九龍巴士(一九三三) 有限公司及流動軟件科技（香港）有限公司合作開發《九巴龍運智能手機應用程式》於蘋果公司App Store應用程式商店發佈[10][11]。

- 2011年11年，九龍巴士(一九三三) 有限公司及流動軟件科技（香港）有限公司合作開發《九巴龍運智能手機應用程式》拓展到Android作業系統，初時只支援個別三星型號的手機及在三星Galaxy Store （页面存档备份，存于）發佈。

- 2012年9月《九巴龍運智能手機應用程式》發佈V2版本，在Google Play上發佈(前身名为Android Market)及Microsoft商店發佈。

### 《App1933》

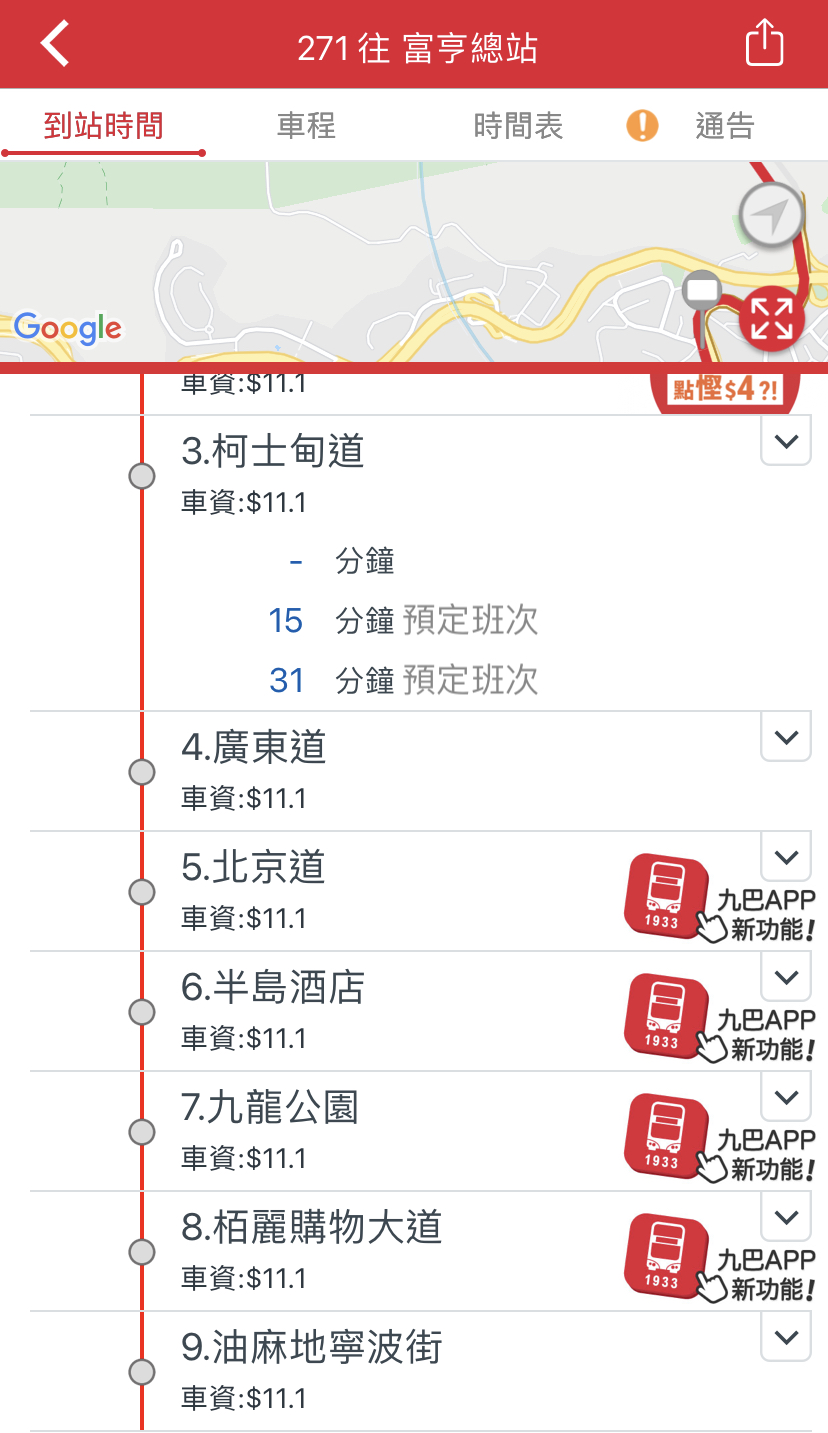
九龍巴士手機應用程式App 1933預計到站時間頁面

- 2016年，九巴參考多個香港同類公共交通的應用程式，以焦點小組市場研究推出全面品牌革新及全港首個預報巴士到站手機應用程式，名為《App1933》[12]。

- 為響應香港特別行政區政府於2017年12月發佈的《香港智慧城市藍圖》[13]，九龍巴士(一九三三) 有限公司及ZF Openmatics（英语：ZF  Openmatics） 公司合作加入車載智能通訊設備(俗稱「行車記錄儀」)[14][15]，帶來智能的乘車體驗。

- 2018年，九龍巴士(一九三三) 有限公司及Move Hub Limited合作，為《App1933》加入廣告科技(ad Tech)功能，為巴士乘客及廣告代理商帶來商業生態系統。

- 2019年7月，《App1933》提供以電子支付「八達通」購買「九巴月票」功能[16]。

- 2023年8月，《App1933》提供乘客查詢車廂的實時載客量，顯示「上層尚餘座位」數目，讓乘客即時得知巴士載客情況[17]。

## 奬項
- 2011年獲得最受歡迎市場推廣Smartphone Apps大獎及最佳市場推廣Smartphone Apps （健康社會）大獎
- 2016年香港資訊及通訊科技獎─九龍巴士(一九三三) 有限公司及流動軟件科技 (香港)有限公司合作開發的九巴預計到站時間 KMB Estimated Time of Arrival System2016年香港資訊及通訊科技獎 （页面存档备份，存于）

## 外部連結
- 官方網站 （页面存档备份，存于）
- Google Play （页面存档备份，存于）
- App1933 - KMB ‧ LWB （页面存档备份，存于）